# Grafschaft Sancerre
Die Grafschaft Sancerre mit dem Hauptort Sancerre lag nordöstlich von Bourges. Sie entstand als eigenständiges Herrschaftsgebiet, als nach dem Tod des Grafen Theobald IV. von Blois, (Theobald II. von) Champagne etc. der Besitz von seinem ältesten Sohn Heinrich I. zwischen sich und seinen Brüdern aufgeteilt wurde.
Heinrich übernahm selbst die Champagne, überließ Blois und Chartres seinem Bruder Theobald V. und Sancerre dem jüngsten Bruder Stephan I.

## Grafen von Sancerre
- Odo II. († 1037), Graf von Blois, Chartres, Châteaudun, Tours und Beauvais, 1019/25 als Odo I. Graf von Meaux und Troyes, Graf von Sancerre
- Theobald III. († 1089), dessen Sohn, Graf von Blois, Chartres, Châteaudun, (als Theobald I.) Graf von Meaux und Sancerre, verliert nach 1037 Beauvais und 1044 Tours, 1048 Graf von Troyes
- Stephan II. († 1102), dessen Sohn, Graf von Blois, Chartres, Châteaudun, Sancerre und Meaux,
- Theobald IV. (1093–1152), Graf von Blois, 1125 als Theobald II. Graf von Troyes etc., Sohn Stephans
- Stephan I. (1152–1191), dessen Sohn
- Wilhelm I. (1191–1218), dessen Sohn
- Ludwig I. (1218–1268), dessen Sohn
- Johann I. (1268–um 1280), dessen Sohn
- Stephan II. (vor 1280–1306), dessen Sohn
- Johann II. (1306–1326), dessen Bruder
- Ludwig II. (1326–1346), dessen Sohn, Vater des Marschalls Louis de Sancerre († 1402)
- Johann III. (1346–1403), Sohn Ludwigs II.
- Margarethe (1403–1419), dessen Tochter, ⚭ Béraud II. Dauphin von Auvergne
- Béraud III. (1419–1426), deren Sohn
- Johanna (1426–1436) dessen Tochter ⚭ Ludwig III. von Bourbon, Graf von Montpensier († 1486) Testamentserbe von Sancerre (die Ehe blieb kinderlos)
- Margarethe († 1413), Schwester Beralds III., erbt Sancerre ⚭ Jean IV. de Bueil († 1415) (Haus Bueil)
- Jean V. de Bueil (1406–1477), deren Sohn, Graf von Sancerre ab 1451
- Antoine de Bueil, dessen Sohn, Graf von Sancerre
- Jacques de Bueil († 1513), dessen Sohn, Graf von Sancerre
- Charles de Bueil († 1515), dessen Sohn, Graf von Sancerre
- Jean VI. de Bueil († 1537), dessen Sohn, Graf von Sancerre
- Louis de Bueil († 1563), Bruder von Charles, Graf von Sancerre
- Jean VII. de Bueil († 1638), dessen Sohn, Graf von Sancerre
- René de Bueil, dessen Sohn, Graf von Sancerre, verkauft Sancerre an Henri II. de Bourbon, prince de Condé